# Langolen
Langolen település Franciaországban, Finistère megyében. Lakosainak száma 839 fő (2022. január 1.). Langolen Edern, Briec, Coray, Elliant, Landudal és Trégourez községekkel határos.

## Népesség
A település népességének változása:
| Lakosok száma | 773  | 641  | 648  | 775  | 879  | 868  | 876  | 861  | 854  | 839  |
|               | 1968 | 1982 | 1990 | 2006 | 2013 | 2015 | 2017 | 2019 | 2020 | 2022 |